# Archäologisches Museum Malatya

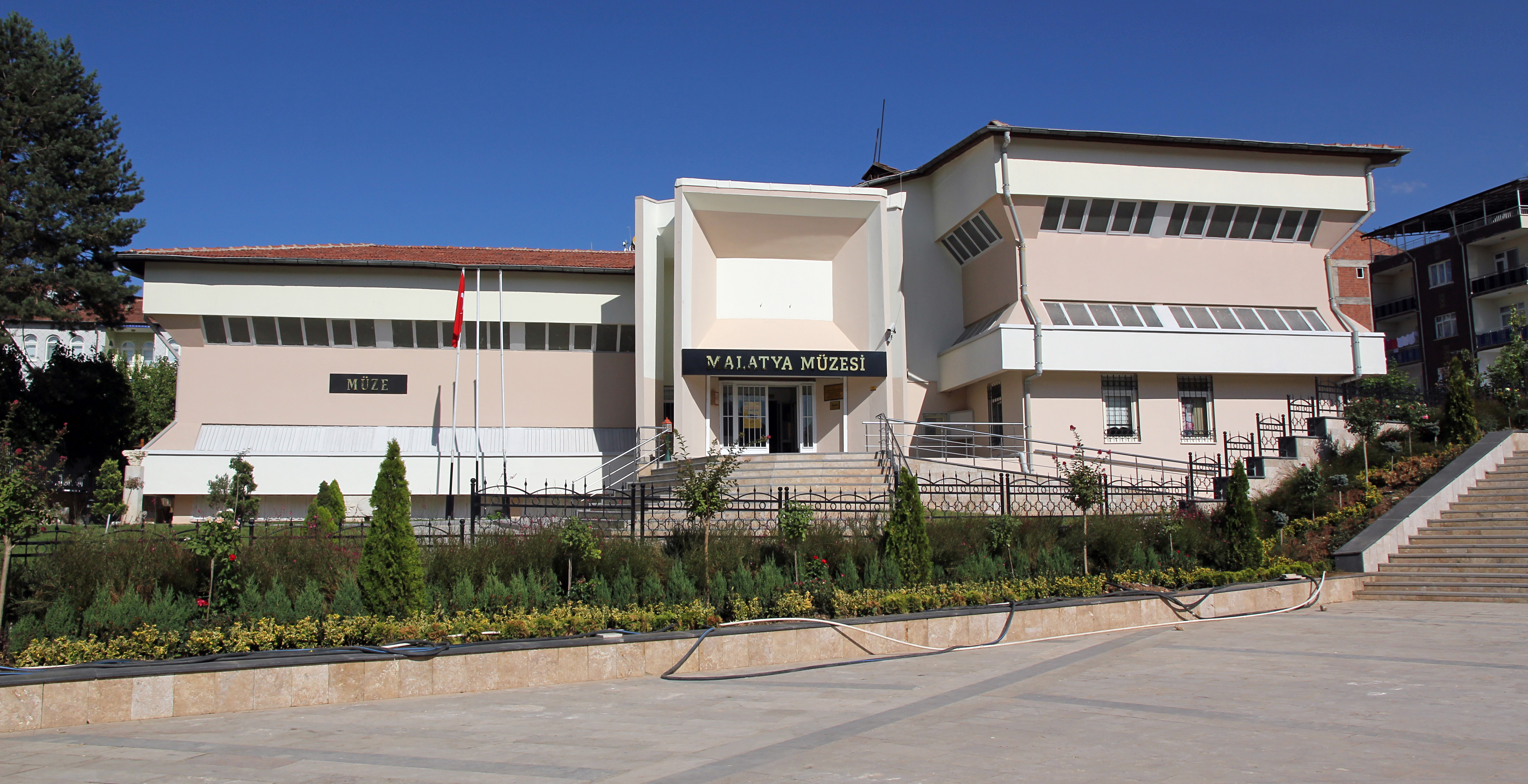
Archäologisches Museum Malatya

Das Archäologische Museum Malatya (türkisch Malatya Müzesi) liegt nahe dem Stadtzentrum von Malatya an einem Platz am Ende der Fuzuli Caddesi. Es zeigt hauptsächlich Funde aus dem nahegelegenen Siedlungshügel Arslantepe.

## Geschichte
Nach den Ausgrabungen in Arslantepe und Gelinciktepe in den 1930er Jahren wurden die Funde in die Ausstellung des Museums für anatolische Zivilisationen in Ankara gebracht. Dadurch entstand die Idee eines Museums in Malatya. Es wurde 1969 zunächst in einem provisorischen Gebäude am Nationalpark (Millet Parkı) gegründet und 1971 für den Publikumsverkehr geöffnet. 1975 wurde der Bau des heutigen Gebäudes am damaligen Kernek-Park begonnen, das 1979 eröffnet wurde.

## Ausstellung
Die Ausstellungsfläche des Museums ist über drei Räume und den Eingangsbereich verteilt. Im Eingang und dem ersten Raum (Arslantepe Salonu 1) werden Funde aus Arslantepe präsentiert, darunter die aus Arsenbronze geschmiedeten Schwerter von etwa 3000 v. Chr., die ältesten bekannten Schwerter. Der zweite Raum (Karakaya Salonu) beinhaltet Funde aus Rettungsgrabungen, die das Museum an mehreren Orten durchführte, die vom Karakaya-Stausee überflutet wurden, darunter İzoli, Cafer Höyük, Değirmentepe Höyük, İmamoğlu Höyük, Köşgerbaba Höyük und Pirot Höyük. Im dritten Raum (Arslantepe Tematik Salonu), ein halbes Stockwerk höher, werden nochmals Gegenstände aus Arslantepe in thematischen Ausstellungen gezeigt. Dazu gehört unter anderem die Rekonstruktion eines sogenannten Königsgrabs vom Anfang des 3. Jahrtausends v. Chr.
Im Außenbereich des Museums sind Pithoi sowie zahlreiche Stelen aus allen Epochen von hethitischer bis osmanischer Zeit aufgestellt.

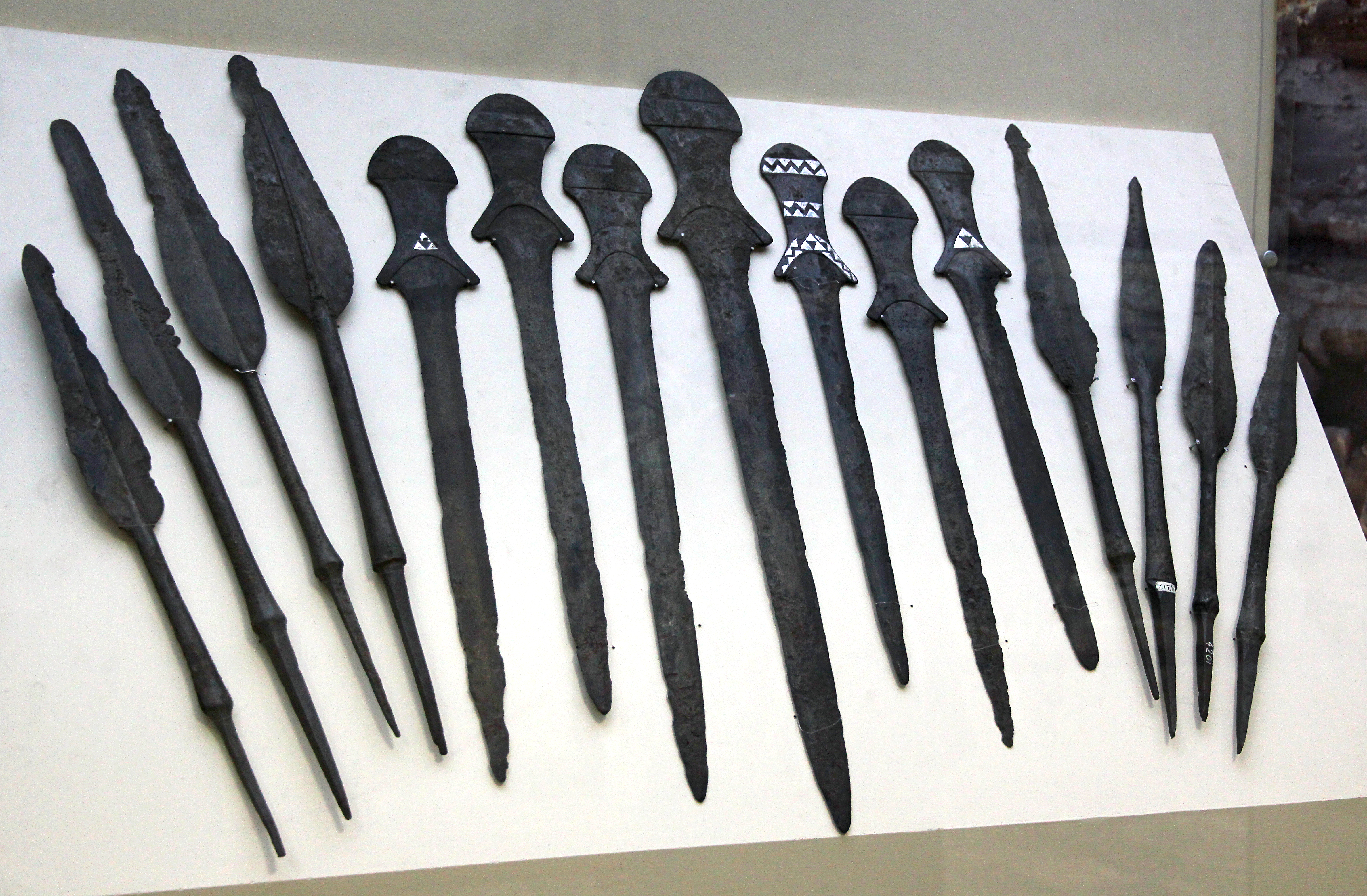
Die ältesten bekannten Schwerter aus Arslantepe
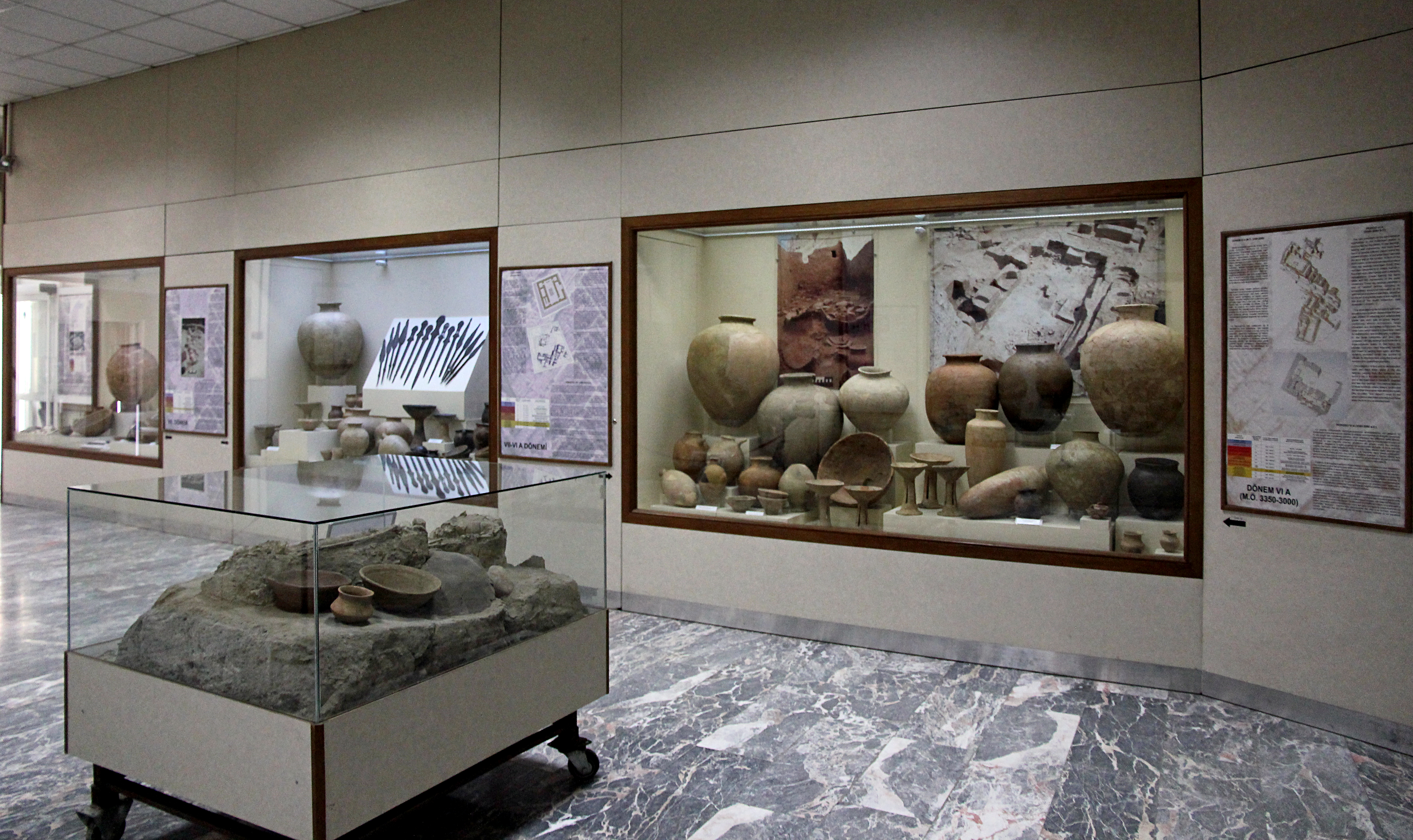
Funde aus Arslantepe
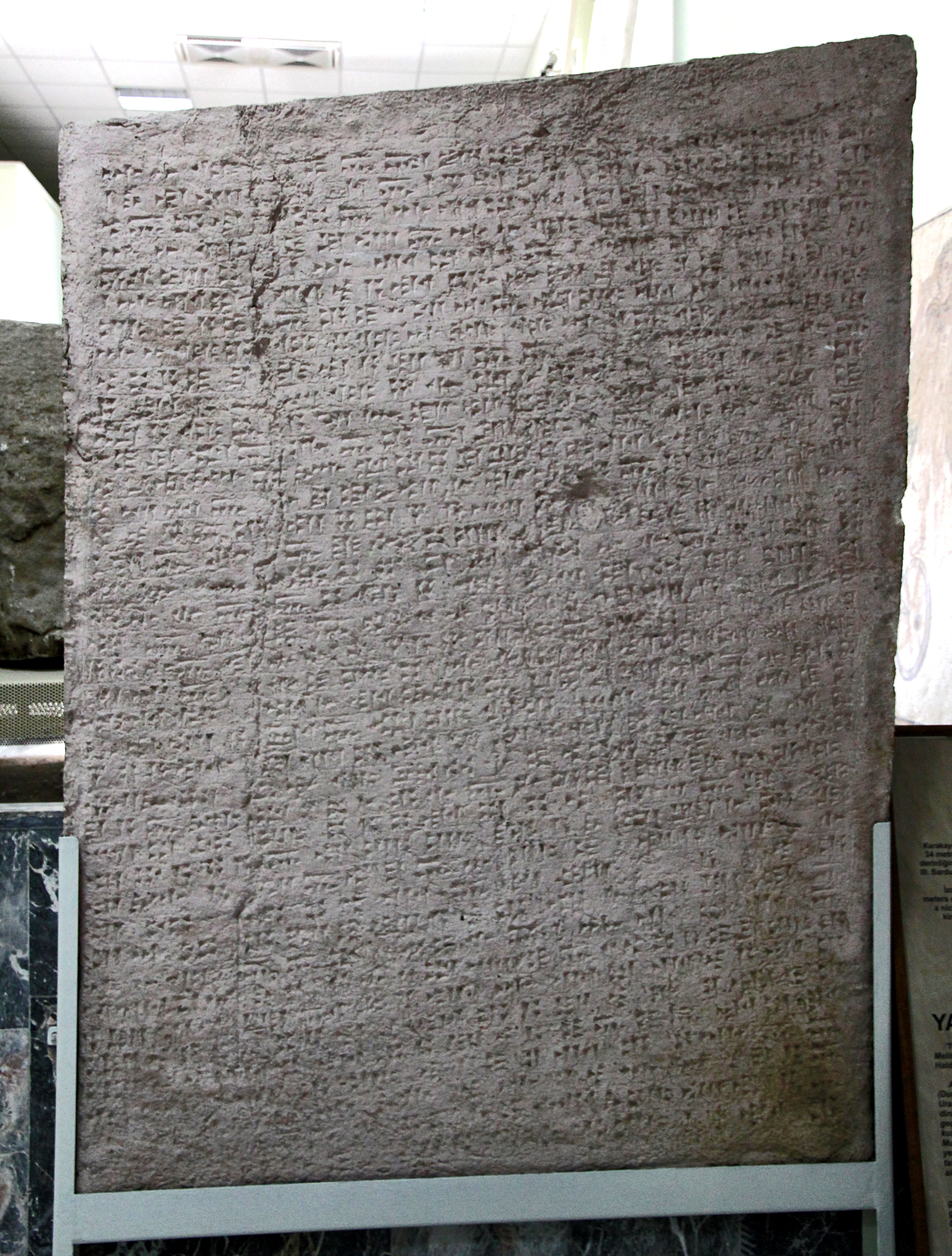
Inschrift des urartäischen Königs Sarduri III. aus İzoli
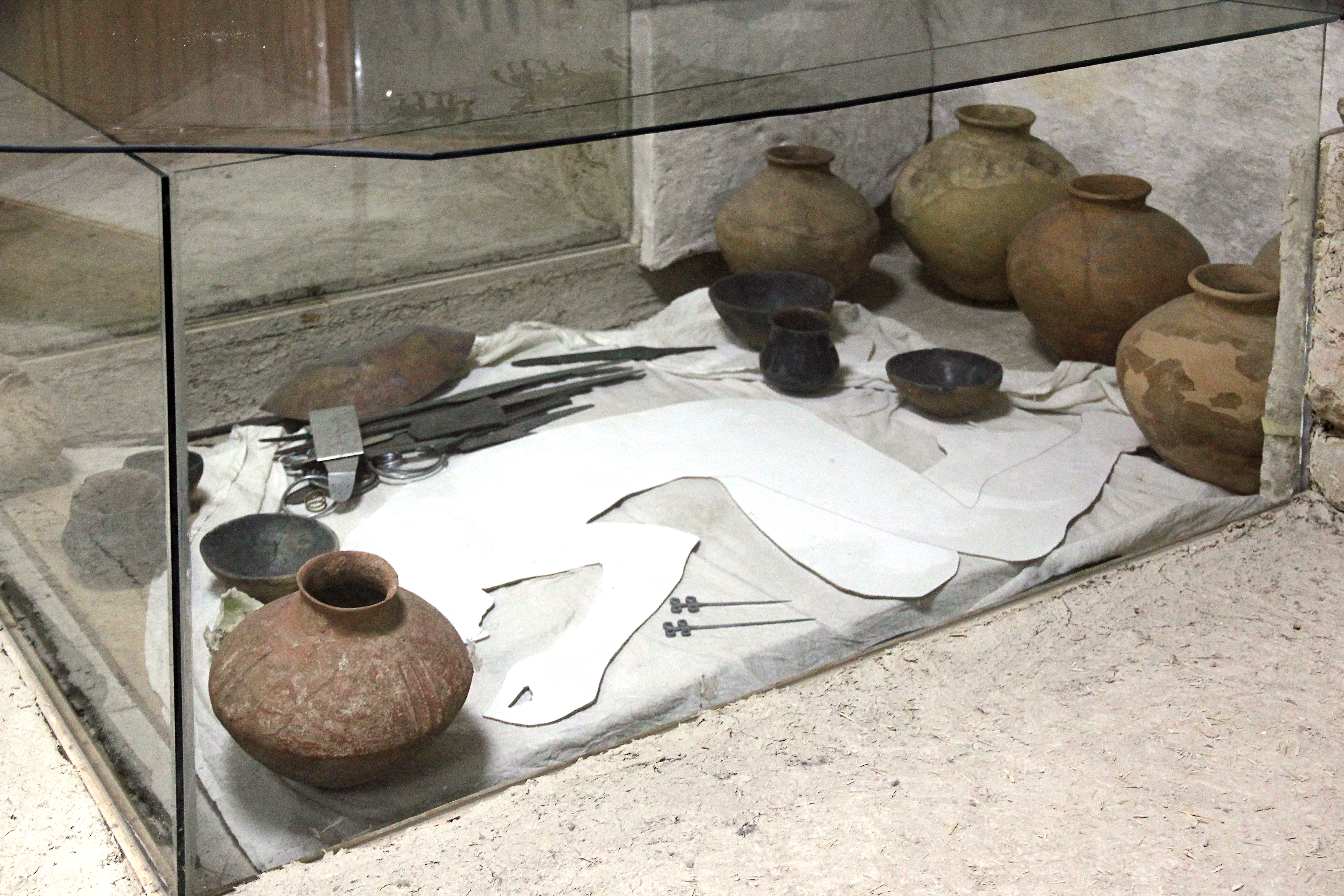
Rekonstruktion des „Königsgrabs“ aus Arslantepe